# مجدي العمروسي
ولد بـقرية عمروس، بمركز الشهداء محافظة المنوفية. مجدي العمروسي أقرب أصدقاء عبد الحليم حافظ إلى قلبه و مدير أعماله وخزينة أسراره. [بحاجة لمصدر]
مجدي العمروسي، اسم ملازم لحليم باعتباره صديق عمره، والذي ظل مجدداً لذكراه من خلال مفاجأة يتحفنا بها في كل عام، وهي غالباً ما تكون ألبوم جديد يضم أغنيات نادرة من خلال شركته «صوت الفن»..

## وصلات داخلية
- مصر
- عبد الحليم حافظ
- محافظة المنوفية